# Roßkopfspitze
Die Roßkopfspitze oder der Oberer Roßkopf ist ein 2015 m ü. A. hoher Berg im Karwendel in Tirol.
Die Roßkopfspitze befindet sich im nördlichen Teil der Gamsjochgruppe und bildet zusammen mit dem Unteren Roßkopf deren nördlichen Abschluss. Er fällt an deren Nordostseite markant über die Roßwand ins Rißtal ab.
Der Gipfel der Roßkopfspitze ist nur als schwierige weglose Bergtour erreichbar.